# Washington Redskins 1994
La stagione 1994 dei Washington Redskins è stata la 63ª della franchigia nella National Football League e la 58ª a Washington. La squadra concluse con il suo peggiore record dal 1961, 3-13, e non vinse alcuna partita in casa.

## Roster
| Roster dei Washington Redskins nel 1994 |
| --- |
| Quarterback - 12 Gus Frerotte - 17 John Friesz - 5 Heath Shuler Running Back - 40 Reggie Brooks - 32 Ricky Ervins - 30 Brian Mitchell - 39 Tyrone Rush - 37 Cedric Smith FB Wide Receiver - 85 Henry Ellard - 80 Desmond Howard - 86 Leslie Shepherd - 84 Olanda Truitt - 83 Tydus Winans Tight End - 88 James Jenkins - 82 Kurt Haws - 89 Ethan Horton - 22 Frank Wycheck Offensive Linemen - 67 Ray Brown G - 75 John Gesek C - 79 Jim Lachey T - 64 Trevor Matich C - 63 Raleigh McKenzie G - 68 Joe Patton T - 69 Mark Schlereth G - 76 Ed Simmons T Defensive Linemen - 93 Marc Boutte DT - 91 Shane Collins DE - 78 Tim Johnson DT - 70 Leonard Marshall DE - 72 Lamar Mills DE - 92 Dexter Nottage DE - 97 Sterling Palmer DE - 94 Bobby Wilson DT - 98 Tony Woods DE Linebacker - 56 Erick Anderson - 51 Monte Coleman - 55 Andre Collins - 54 Kurt Gouveia - 57 Ken Harvey - 96 Lamont Hollinquest - 90 Tyronne Stowe Defensive Back - 21 Deral Boykin - 25 Tom Carter CB - 24 Pat Eilers - 28 Darrell Green CB - 47 A. J. Johnson CB - 20 Alvoid Mays - 38 Darryl Morrison FS - 23 Sebastian Savage - 41 Johnny Thomas Special Team - 8 Chip Lohmiller K - 1 Reggie Roby P Lista delle riserve - -- Mark Stock WR (IR) - 29 Keith Taylor SS (IR) Squadra di allenamento - 87 Coleman Bell TE - —- Gonzalo Floyd DE |
| Legenda - I rookie sono in corsivo. - Il primo ruolo è il principale mentre gli eventuali successivi indicano i ruoli secondari. - (IR) sta per Injured Reserve ed indica la lista ristretta per un solo giocatore infortunato che può tornare ad allenarsi dopo la settimana 6 e a rientrare in prima squadra dopo che questa ha giocato 8 partite. - (NF-Inj.) / (NF-Ill.) stanno rispettivamente per Non-Football Injured e Non-Football Illness ed indicano le liste dove viene inserito un giocatore che ha un infortunio o una malattia non dipendente dal football americano. - (PUP) sta per Physically Unable to Perform ed indica la lista dove viene inserito un giocatore mentre è in attesa di recuperare la condizione fisica. Nella stagione regolare dopo la sesta partita giocata dalla propria squadra, il giocatore ha tempo tre settimane per riprendere ad allenarsi, più tre settimane aggiuntive dal suo rientro agli allenamenti per rientrare in prima squadra. |

## Calendario
| Stagione regolare |                    |                         |                    |                    |                     |                    |                    |
| Turno             | Data               | Avversario              | Risultato          | Record             | Stadio              | Pubblico           | Sintesi            |
| 1                 | 4 settembre        | Seattle Seahawks        | S 7–28             | 0–1                | RFK Stadium         | 52,930             | Recap              |
| 2                 | 11 settembre       | at New Orleans Saints   | V 38–24            | 1–1                | Louisiana Superdome | 58,049             | Recap              |
| 3                 | 18 settembre       | at New York Giants      | S 23–31            | 1–2                | Giants Stadium      | 77,298             | Recap              |
| 4                 | 25 settembre       | Atlanta Falcons         | S 20–27            | 1–3                | RFK Stadium         | 53,238             | Recap              |
| 5                 | 2 ottobre          | Dallas Cowboys          | S 7–34             | 1–4                | RFK Stadium         | 55,394             | Recap              |
| 6                 | 9 ottobre          | at Philadelphia Eagles  | S 17–21            | 1–5                | Veterans Stadium    | 63,947             | Recap              |
| 7                 | 16 ottobre         | Arizona Cardinals       | S 16–19 (DTS)      | 1–6                | RFK Stadium         | 50,019             | Recap              |
| 8                 | 23 ottobre         | at Indianapolis Colts   | V 41–27            | 2–6                | RCA Dome            | 57,879             | Recap              |
| 9                 | 30 ottobre         | Philadelphia Eagles     | S 29–31            | 2–7                | RFK Stadium         | 53,530             | Recap              |
| 10                | 6 novembre         | San Francisco 49ers     | S 22–37            | 2–8                | RFK Stadium         | 54,335             | Recap              |
| 11                | Settimana di pausa | Settimana di pausa      | Settimana di pausa | Settimana di pausa | Settimana di pausa  | Settimana di pausa | Settimana di pausa |
| 12                | 20 novembre        | at Dallas Cowboys       | S 7–31             | 2–9                | Texas Stadium       | 64,644             | Recap              |
| 13                | 27 novembre        | New York Giants         | S 19–21            | 2–10               | RFK Stadium         | 43,384             | Recap              |
| 14                | 4 dicembre         | at Tampa Bay Buccaneers | S 21–26            | 2–11               | Tampa Stadium       | 45,121             | Recap              |
| 15                | 11 dicembre        | at Arizona Cardinals    | S 15–17            | 2–12               | Sun Devil Stadium   | 53,790             | Recap              |
| 16                | 18 dicembre        | Tampa Bay Buccaneers    | S 14–17            | 2–13               | RFK Stadium         | 47,315             | Recap              |
| 17                | 24 dicembre        | at Los Angeles Rams     | V 24–21            | 3–13               | Anaheim Stadium     | 25,705             | Recap              |

Note: gli avversari della propria division sono in grassetto.

## Classifiche
| NFC East            |    |    |   |      |     |     |     |
|                     | V  | S  | P | %    | PF  | PS  | STR |
| (2) Dallas Cowboys  | 12 | 4  | 0 | .750 | 414 | 248 | S1  |
| New York Giants     | 9  | 7  | 0 | .563 | 279 | 305 | V6  |
| Arizona Cardinals   | 8  | 8  | 0 | .500 | 235 | 267 | S1  |
| Philadelphia Eagles | 7  | 9  | 0 | .438 | 308 | 308 | S7  |
| Washington Redskins | 3  | 13 | 0 | .188 | 320 | 412 | V1  |